# Ітяково (Темниковський район)
Ітя́ково (рос. Итяково, ерз. Итяково) — присілок у складі Темниковського району Мордовії, Росія. Входить до складу Русько-Тювеєвського сільського поселення.
Населення — 131 особа (2010; 145 у 2002).
Національний склад (станом на 2002 рік):
- росіяни — 99 %